# Jugendfilm
Als Jugendfilme werden Filme bezeichnet, die sich insbesondere an Jugendliche richten und deren Hauptfiguren in der Regel ebenfalls Heranwachsende sind. Das Filmgenre wird zum Drama gezählt und wird in diverse Subgenres unterteilt, wie beispielsweise den Coming-of-Age-Film oder den High-School-Film. Darüber hinaus gibt es in vielen etablierten Filmgenres, wie z. B. bei Filmbiografien, Filmkomödien, Horrorfilmen oder auch Dokumentarfilmen, Produktionen, die auf Jugendliche ausgerichtet sind.
Im Bereich der Literaturverfilmungen, wurden einige Jugendbücher – teilweise als Mehrteiler – verfilmt, deren großer finanzieller Erfolg darauf hindeutet, dass ein Teil des Publikums anderen Altersgruppen angehört.

## Definitionen
Der Medienwissenschaftler Hans Jürgen Wulff unterscheidet zwischen einer älteren und einer neueren Bedeutung des Jugendfilmes. Die ältere Definition fasst Filme zusammen, die Jugendliche an das Medium Film heranführen und geht auf die 1950er und 1960er Jahre und die damaligen „Jugendfilmclubs“ zurück. Mittlerweile hat der Begriff sich gewandelt und wird für eine Gruppe von Teenie-Komödien, Musikfilme, Horrorfilme etc. verwendet die für Heranwachsende produziert wurden. Inhaltlich handeln Jugendfilme beispielsweise von Sexualität, der Geschlechterrollen, dem Umgang mit Emotionen, der Delinquenz oder Ausgrenzung. Zu den typischen Schauplätzen zählen dabei oft Bildungseinrichtungen.
Der Filmemacher und Regisseur Frank Papenbroock definiert das Genre im Jahr 2023 als „Filme, die sich an Menschen im Alter von etwa 12 bis 18 Jahren wenden“ und meist jugendliche Hauptfiguren haben, die sich in einer Art Übergangssituation befinden und oft auf der Suche nach ihrer Identität sind.

## Merkmale des Jugendfilms

### Allgemeines
Jugendfilme wenden sich an eine Altersgruppe zwölf bis achtzehn Jahren und unterscheiden sich somit auch hinsichtlich der Zielgruppe von Kinder- und Familienfilmen.
Bei der näheren Betrachtung besonders erfolgreicher Jugendfilme, ist eins der Hauptmerkmale, dass eine (oder mehrere) Hauptfigur(en) im Alter der Zielgruppe vorhanden sind, die in der Regel ein gewisses Maß an Identifikation ermöglichen.
Inhaltlich geht es bei Jugendfilmen neben der Identitätsfindung oft um Themen wie Freundschaft, die erste Liebe, das Erwachen der Sexualität oder die Ablösung vom Elternhaus. Aber auch problematische Themen wie Scheidung, Gewalt, Rechtsextremismus, Drogenmissbrauch, Diskriminierung (einschließlich Mobbing) und Zwangsprostitution werden in ernsteren Jugendfilmen aufgegriffen.
Dabei kann das Format variieren und schließt neben Spielfilmen auch animierte Filme, wie den Silhouetten-Animationsfilm z. B. Die Abenteuer des Prinzen Achmed (1926, Lotte Reiniger) oder Zeichentrickfilme mit ein, wie Aufstand der Tiere (1954, John Halas). Auch Märchenfilme, die in vielen Ländern pauschal als Kinderfilme verbucht wurden, können für Kinder verstörend sein oder sie überfordern.
Beim Jugendfilm sind es insbesondere mutige, unkonventionelle Filme, die später zu Klassikern werden. Hierzu zählt beispielsweise die deutsche Verfilmung des autobiografischen Romans Wir Kinder vom Bahnhof Zoo (1978). Christiane F. – Wir Kinder vom Bahnhof Zoo (1981, Uli Edel), portraitiert den Abstieg der 14-jährigen Chrisitane F., die Ende der 1970er Jahre Teil der Berliner Heroinszene wird. Die Umsetzung des Films erfolgte mit minderjährigen Laiendarstellern und wurde teils mit Handkamera gefilmt. Den heutigen Jugendlichen empfiehlt die Deutsche Kinemathek den Film, weil der ungeschönten Realismus damals eine völlig neue Art der Darstellung bot. Der von Bernd Eichinger produzierte Film, war zudem einer der erfolgreichsten deutschen Filme im Ausland - obwohl er in den USA die Altersfreigabe R erhielt.

### Altersfreigabe
In Deutschland werden die Altersfreigaben für Filme von der Freiwillige Selbstkontrolle der Filmwirtschaft (FSK) festgelegt. Jugendfilme haben in der Regel eine Altersfreigabe FSK 12 bzw. FSK 16. Allerdings sind auch einige Jugendfilme mit FSK 6 freigegeben. Denn die FSK prüft lediglich, ob es Inhalte im Film gibt, die für Kinder ungeeignet sind und nicht, ob Kinder den Film inhaltlich folgen können.
Während es auch internationale Organisationen gibt, die sich wie die International Age Rating Coalition mit Altersfreigaben von Medieninhalten befassen, werden Filme im Allgemeinen von Gremien des jeweiligen Staates nach den dort gültigen Kriterien vorgenommen. Dies hat zur Folge, dass derselbe Film (Aufstand der Tiere, 1954) beispielsweise in Frankreich und Japan ohne Altersbeschränkung gezeigt werden darf, in Deutschland (ab 6) und Dänemark (ab 7) als für Grundschüler geeignet befunden wurde und in anderen Filmen als Jugendfilm gilt; z. B. in den USA (auf Google Play ab 14) oder Schweden (ab 15).
Es kommt immer wieder vor, dass Filme, die sich an ein jugendliches Publikum richten, von der nationalen Filmzensur oder einer Selbstzensur der Filmwirtschaft (wie die FSK) für die betreffende Zielgruppe landesabhängig nicht freigegeben werden. Der Filmverleih versucht dies zumeist durch eine Kürzung der Filme (z. B. bei ausdrücklicher Gewaltdarstellung in Teenagerhorrorfilmen) zu umgehen, um eine „entschärfte“ Version mit einer niedrigeren Altersfreigabe in entsprechenden Ländern anbieten zu können.

### Abgrenzung zum Kinderfilm
Die Abgrenzung zwischen Jugendfilmen und Kinderfilmen erweist sich mitunter als nicht leicht. Teilweise sind die Hauptfiguren von Jugendfilmen selbst noch Kinder, wie beispielsweise bei Der Junge im gestreiften Pyjama (2008, Mark Herman) zählt. Hier ist der Protagonist erst acht Jahre alt, während der Film für Jugendliche unter 12 nicht geeignet (bzw. freigegeben) ist.
Insbesondere die Harry-Potter-Reihe (2001 bis 2011), die weltweit eine ganze Generation von Kindern und Jugendlichen in ihrem Prozess des Älterwerdens begleitet hat (die Protagonisten sind am Anfang der Serie elf, am Ende der Serie siebzehn Jahre alt), hat die Konzepte der Unterscheidung von Jugend- und Kinderfilm neu definiert.

### Abgrenzung zu Filmen für ein erwachsenes Publikum
Keine Jugendfilme sind Filme, in denen Jugendliche und ihre altersspezifischen Anliegen zwar eine tragende Rolle spielen, die jedoch nicht auf eine Identifikation des Publikums mit den jugendlichen Figuren ausgerichtet sind. Ein Beispiel dafür sind die Adaptionen von Vladimir Nabokovs umstrittenem Roman Lolita durch Stanley Kubrick (Lolita, 1962) und Adrian Lyne, der 1997 unter demselben Titel ein Remake drehte.

## Jugendfilmgenres
Bei der Unterscheidung nach Subgenres, spielt die Form des Films keine Rolle. Es ist also nicht wesentlich, ob es sich um einen Spiel-, einen computeranimierten Film oder einen Stop-Motion-Film handelt. Im Bereich der gibt es, neben kommerziellen Produktionen auch medienpädagogische Angebote, besonders im Bereich der Dokumentationen. Papenbroock unterscheidet bei seiner Einteilung von Filmgenres und Filmgattungen, die hier aufgeführten Subgenres. Darüber hinaus vertitt er jedoch die Ansicht, dass sich auch innerhalb anderer Genres, eigenständige Subgenres gebildet haben, die sich insbesondere an Heranwachsende wenden, wie beispielsweise der zum Horrorfilm gehörende Slasher-Film („Teen-Slasher“).
Andere Möglichkeiten der Unterteilung bestehen darin, Filme für Teenager (Teenie-Films) als Untergruppe der Jugendfilm zu betrachten. Innerhalb der Filme für Teenager sieht Kaczmarek Untergruppen wie den Musik - oder Tanzfilm, Spielarten des Horrorfilms, Filme über Jugendkriminalität und Außenseiter und Filme, deren Protagonisten, aufgrund von ihren positiven Eigenschaften als Vorbilder bzw. Identifikationsfiguren dienen können.
Einige der früher verwendeten Begriffe wie „Pennälerfilm“ oder Halbstarkenfilm finden heute keine Verwendung mehr, waren aber für die Ausbildung einer eigenständigen Jugendkultur, zu der auch eigene Filme zählten, von Bedeutung.

### Coming-of-Age-Filme
Unter dem Begriff Coming-of-Age-Film (engl. Coming of Age, dt. Adoleszenz, Heranwachsen) werden Filme zusammengefasst, deren jugendliche Hauptfiguren mit Problemen oder Ereignissen konfrontiert werden, deren Bewältigung den Übergang ins Erwachsenenalter markieren. Durch sich ändernde Lebensumständen (Umzug, Veränderung der Familiensituation, gesundheitliche Probleme etc.) oder in Reaktion auf Probleme (Mobbing, Ausgrenzung, Kriminalität) müssen die jugendlichen Protagonisten neue Strategien entwickeln, um adäquat auf die Anforderungen reagieren zu können.
Eine Reihe von Coming-of-Age-Filmen wurde durch ihre Präsenz und Bekanntheit, sowie ihre Referenzfunktion innerhalb des Genres mittlerweile zu Filmklassikern. Ulf Abraham nennt in diesem Kontext Literaturverfilmungen wie Herr der Fliegen (1963, Peter Brook) und True Grit (2010, Ethan und Joel Coen), in denen die Wahrnehmung und die Bedürfnisse eines jugendlichen Publikums berücksichtigt werden.
Weitere bekannte Filme, die von als Coming-of-Age-Filme eingestuft werden sind; Die Reifeprüfung (1967, Mike Nichols), American Graffiti (1973, George Lucas), Stand by Me (1986, Rob Reiner), Billy Elliot – I Will Dance (2000, Stephen Daldry), Dreizehn (2003, Catherine Hardwicke), Boyhood (2014, Richard Linklater) und Coda (2021, Siân Heder).
Darüber hinaus gibt es eine Reihe von Multigenrefilmen, wie My Private Idaho (1991, Gus Van Sant), einen Coming-of-Age-Film, der zugleich ein Roadmovie ist und mittlerweile als Klassiker des New Queer Cinema gilt.
Ein weiteres Beispiel ist der von der FBW als Mischform von Thriller, Horror und Coming-of-Age beschriebenen Film Cuckoo (2024, Tilman Singer), der mit dem Prädikat „besonders wertvoll“ ausgezeichnet wurde.

### High-School-Filme
Jugendfilme, die an einer Schule, einem Internat oder einer High-School spielen, weisen oft stark typisierte Figuren auf, zu denen Vorzeigesportler, Zicken, Diven, Nerds und Außenseiter gehören, mitunter tritt die Hauptfigur als der oder die Neue auf und muss bestimmte Ziele erreichen oder Probleme überwinden. In nordamerikanischen Produktionen ist zudem der „Prom“ (dt. Abschlussball) ein Thema, was oft aufgegriffen wird, wie bei Eine wie keine (1999, Robert Iscove).
Zu den ersten Filmen dieses Genres zählen, die heute oft als „Klassiker“ bezeichneten Filme von John Hughes The Breakfast Club (1984) und Ferris macht blau (1986). Beide wurden mittlerweile ins National Film Registry aufgenommen.
Gerade bei amerikanischen Filmen ist die Grenze zum Sportfilm fließend. In diesem Kontext spielen auch oft Cheerleader oft eine wichtige Rolle, wie bei Girls United (2000, Peyton Reed).
Zu den bekannteren Filmen, deren Handlung an einem Internat spielt, zählen Der Club der toten Dichter, (1989 Peter Weir) und der schwedische Film Evil (2003, Mikael Håfström).
Es gibt auch deutsche Produktionen, die von dem amerikanischen Genre inspiriert wurden, darunter beispielsweise
Crazy (2000, Hans-Christian Schmid) und Schule (2000, Marco Petry) sowie Fack ju Göhte (2013, Bora Dagtekin), der jedoch innerhalb des Jugenfilms primär als Filmkomödie eingestuft wird.
Dennoch ist nicht jeder Film, dessen Handlung an einer High-School spielt und der dabei Themen wie Mobbing oder Abschlussball aufgreift, wird automatisch ein High-School-Film, wie unter anderem der Horrorfilm Carrie – Des Satans jüngste Tochter (1976, Brian de Palma) verdeutlicht.

### Filme ohne eigenes Subgenre

#### Dokumentationen
Dokumentarfilme, die sich an Jugendliche wenden, werden mitunter auch im schulischen Kontext verwendet, wobei oft Begleitmaterial eingesetzt wird, um über bestimmte Themen ins Gespräch zu kommen. Online kostenfrei verfügbare Filmhefte der Bundeszentrale für politische Bildung werden beispielsweise zu den folgenden Dokumentarfilmen angeboten: Bowling for Columbine (2002, Michael Moore), Klassenleben (2005, Hubertus Siegert, 2005), Zur falschen Zeit am falschen Ort (2006, Tamara Milosevic) und Einzelkämpfer (2013, Sandra Kaudelka).
In Zusammenarbeit mit der Dokumentarfilminitiative gibt es in Deutschland zudem, mit dem doxs! ein Filmfestival, dass sich schwerpunktmäßig mit Dokumentarfilmen für Kinder und Jugendliche befasst. Die von der Jury mit dem Deutschen Jugendfilmpreis ausgezeichneten Filme sind über ein Online-Archiv abrufbar.

#### Animationsfilme
Im Bereich des Animatiopnsfilme, gibt es nicht nur Filme die sich an Kinder und/oder Jugendliche wenden. Neben einer Reihe unterscheidlicher Techniken, wie Zeichentrickfilm, Computeranimation, unterscheidlichen Stop-Motion-Methoden und weiteren Darstellungsmethoden (wie Rotoskopie), variieren animierte Filme sowohl vom Stil als auch vom Inhalt so stark, dass sie nicht als Filmgenre betrachtet werden.
Neben der Verleihung von Auszeichnungen im Rahmen von Filmpreisen, die für unterscheidliche Filmgattungen verliehen werden, gibt es eine Reihe von Preisen, die eigens für animierte Filme klreiert wurden, darunter; sämtliche Auszeichnungen der Association internationale du film d’animation (einschließlich Annie Award und Emile Award), Cartoon d’Or (Europäischer Filmpreis für animierte Kurzfilme), Hamburg Animation Award (Nachwuchspreis für Animationsdesign), Auszeichnungen des Animafest Zagreb (Kroatien), Asia Pacific Screen Award for Best Animated Film etc.
Einige Beispiele für preisgekrönte, animierte Jugendfilme:
| Jahr | Titel                         | Land       | Regie                              | Genre                      | Auszeichnungen                                                                                                |
| ---- | ----------------------------- | ---------- | ---------------------------------- | -------------------------- | --- |
| 2001 | Chihiros Reise ins Zauberland | JP         | Hayao Miyazaki                     | Animefilm                  | 2003: Oscar als Bester animierte Spielfilm und Saturn Award für den besten Animationsfilm                     |
| 2007 | Persepolis                    | F          | Vincent Paronnaud, Marjane Satrapi | Biopic                     | Preis der Jury bei den Filmfestspielen von Cannes, 2007 Rotten Tomatoes                                       |
| 2008 | Waltz with Bashir             | IL, F, D   | Ari Folman                         | Dokumentation, Biopic      | 2009: Golden Globe Award als Bester fremdsprachiger Film                                                      |
| 2012 | Frankenweenie                 | USA        | Tim Burton                         | Horrorkomödie, Monsterfilm | 2012: Boston Society of Film Critics, bester Animationsfilm, 2013: Saturn Award für den besten Animationsfilm |
| 2023 | Guillermo del Toros Pinocchio | GB, MEX, F | Guillermo del Toro, Mark Gustafson | Dark Fantasy               | 2023: Oscar als Bester animierte Spielfilm                                                                    |
| 2023 | Der Junge und der Reiher      | JP         | Hayao Miyazaki                     | Dark Fantasy               | 2023: Oscar als Bester animierte Spielfilm                                                                    |

## Der Jugendfilm in Deutschland

### Nationalsozialismus
Die Jugend war eine von den Nationalsozialisten besonders umworbene Zielgruppe. Die Hitlerjugend führte seit 1934 Jugendfilmstunden durch, jedoch wurden dort überwiegend Propagandafilme gezeigt, die ebenso für erwachsene Zuschauer bestimmt waren.

### Besatzungszeit 1945–1949
Der im zertrümmerten Berlin 1947 gedrehte Jugendfilm 1-2-3 Corona, der optimistische und heitere Züge hat, zeigt, wie zwei Jugendbanden sich eine Aufgabe stellen, die sie aus ihrem Dasein befreit.

### Bundesrepublik Deutschland bis zur Wiedervereinigung
Im Nachkriegsdeutschland vermittelten Filme mit Jugendlichen kaum ein realistisches Lebensgefühl der jungen Menschen. Typisch hierfür sind beispielsweise die Immenhof-Filme, die Paukerfilme und die Musikfilme mit Peter Alexander oder Roy Black.
Die Halbstarken (1956), ein psychologisch differenzierter Jugendkriminalfilm vor dem Hintergrund des deutschen Wirtschaftswunders, der deutlich von amerikanischen Vorbildern wie Die Wilden oder … denn sie wissen nicht, was sie tun inspiriert wurde, stellt deshalb eine bemerkenswerte Ausnahme dar. Gleiches gilt für Bernhard Wickis Antikriegsdrama Die Brücke (1959), in dem einige Jugendliche in den letzten Tagen des Zweiten Weltkrieges als Kanonenfutter eine strategisch völlig unwichtige Brücke verteidigen sollen.
Erst mit Hark Bohm fand sich ein Regisseur, der ab den 1970ern wieder regelmäßig Jugendfilme drehte. In seinen Werken zeigte er realistische Lebenssituationen der jeweiligen Zeit. Beispiele dafür sind Nordsee ist Mordsee (1975), Moritz, lieber Moritz (1977) und Yasemin (1988). In letzterem wurde zudem erstmals das Leben der zweiten türkischen Einwanderergeneration geschildert, die bereits in Deutschland geboren wurden.
Ein sehr bekannter Jugendfilm aus den 1980er Jahren entstand 1981 mit der Verfilmung Christiane F. – Wir Kinder vom Bahnhof Zoo. In diesem Film wird die wahre Geschichte der hier erst 15-jährigen drogenabhängigen Prostituierten Christiane F. erzählt. Einer der Tiefpunkte des westdeutschen Jugendfilms war hingegen 1985 Der Formel Eins Film, der sich an die Zuschauer der gleichnamigen Musiksendung richtete.

### Deutsche Demokratische Republik
Da in der DDR möglichst wenig Filme aus kapitalistischen Ländern in den Kinos laufen sollten, wurden vor allem aus „sozialistischen Bruderländern“ Filme in Deutsch synchronisiert. Der überwiegende Teil davon war aus der UdSSR, weil diese eine große Kinofilmproduktion hatte.
Die Aufarbeitung des Nationalsozialismus war ein wichtiges Thema im DDR-Jugendfilm, etwa in Sie nannten ihn Amigo (1958). In dem Film geht es um einen Jungen, der 1939 einen politischen Häftling versteckt und deswegen selbst im KZ landet.
In den 1970er Jahren wurden deutliche Änderungen im DDR-Jugendfilm sichtbar. Der Blick auf den DDR-Alltag wurde sozial genauer, wie zum Beispiel für … verdammt, ich bin erwachsen (1974). Der 15-jährige Hauptdarsteller verliert sein Heimatdorf, weil es dem Tagebau weichen muss.
Vor allem in den 1980er Jahren bis zum Ende der DDR entstanden Filme, die die jeweilige Lebenssituation von Jugendlichen in der DDR realistisch darstellten. Hierzu zählen Insel der Schwäne (1983) und Ich liebe Victor. Als besonderer Erfolg gilt Sieben Sommersprossen, der die erste Liebe im Rahmen einer typischen Situation (hier im Ferienlager) für die DDR zeigte und dabei einen kritischen Unterton wagte. Auch der Film Verbotene Liebe setzt sich kritisch mit dem Erwachsenwerden und der Reaktion der Erwachsenen darauf auseinander.
Auch bei Dokumentarfilmen wurde die Lebenssituation von Kindern und Jugendlichen in der DDR gezeigt. In der Langzeitstudie Die Kinder von Golzow (1961–1984) wurden die individuellen Lebensgeschichten der Protagonisten (Jahrgänge 1953–1955) über viele Jahre hinweg dokumentiert. Die Dokumentation wurde im wiedervereinigten Deutschland weitergeführt (1992–2008).

### Deutschland nach der Wiedervereinigung
Nach dem kommerziell sehr erfolgreichen amerikanischen Film American Pie – Wie ein heißer Apfelkuchen (1999) entstanden einige ebenfalls erfolgreiche deutsche Filme um und für Jugendliche ähnlicher Machart. Dabei wurde das Erwachen der Sexualität zum Anlass für simple Unterhaltungsfilme genommen, wie zum Beispiel in Harte Jungs (2000) und Mädchen, Mädchen (2001). Die Bandbreite reicht von Cliquenfilmen wie Schule (2000), Coming-of-Age-Geschichten wie Nichts bereuen (2001) und Zeitpanoramen wie Verschwende deine Jugend (2003), dazu Crazy (2000) oder Sommersturm. Auf diese Weise konnten sich junge Schauspieler wie Daniel Brühl, Tom Schilling, Robert Stadlober, Jessica Schwarz und Julia Hummer etablieren.
Charmanten Humor boten Nach Fünf im Urwald (1995) mit Franka Potente, Sönke Wortmanns Kleine Haie und Das Leben ist eine Baustelle mit Jürgen Vogel und Christiane Paul, in denen junge Menschen auf der Suche nach ihrem Platz im Leben zu beobachten sind. In Paul is dead (2000) kommt ein Beatles-begeisterter Teenager in den 1970ern dem vermeintlichen Tod von Paul McCartney und seiner Ersetzung durch einen Doppelgänger auf die Spur.
Die Suche junger Menschen nach einer eigenen Persönlichkeit beschreiben glaubhaft und sensibel auch die Filme Fickende Fische (2002) und Kroko (2004). Diesen Filmen blieb trotz diverser Auszeichnungen jedoch der Erfolg beim Publikum verwehrt. Überhaupt werden im wiedervereinigten Deutschland vermehrt ernsthafte Fernsehfilme mit jungen Leuten bzw. für Jugendliche produziert. Hierbei bieten gerade die öffentlich-rechtlichen Fernsehsender jungen Filmemachern die Möglichkeit, ihre eigenen Visionen umzusetzen. Vorbildlich ist hierbei Das kleine Fernsehspiel, in dessen Reihe Filme wie Kombat Sechzehn, Klassenfahrt, Bungalow, oder Storno entstanden, die sich durch eine besondere geglückte Darstellung des Lebensgefühls seiner Protagonisten auszeichnen. Nach Form und Inhalt sind diese Werke als Independent-Filme anzusehen.
Weitere bemerkenswerte Jugendfilme sind Riekes Liebe (2001), über Teenager auf dem Weg zu einer Karriere als Eiskunstlaufprofis, und Königskinder (2003), in dem die Geschichte einer ungewollt schwangeren Minderjährigen erzählt wird. Von den Auswirkungen des religiösen Fanatismus handeln Delphinsommer (2004) und Requiem (2006).
Ein anderer Film, der von sozialen Problemen eines Jugendlichen handelt, ist Rolltreppe abwärts (2005), eine Verfilmung des gleichnamigen Romans von Hans-Georg Noack. Eine Besonderheit dieses Films ist der Umstand, dass der Regisseur, die Produzenten und Drehbuchautoren selbst allesamt noch Jugendliche sind.
Eine Reihe von Filmen behandelten das Thema des Aufwachsens in der DDR. 1977 ist der Fernsehfilm Raus aus der Haut (1997) angesiedelt, in dem zwei Schüler ihren linientreuen Schuldirektor entführen, als dieser ihnen Ärger macht. Wie Feuer und Flamme (2001) beschreibt die Liebesbeziehung eines Mädchens aus dem Westen zu einem Punk im Osten, Jana und Jan (1992) zweier Insassen eines DDR-Jugendgefängnisses kurz vor der Wende. Der Film Sonnenallee (1999) hingegen zeigt das Leben Jugendlicher in Ostberlin auf humoristische Weise. Vergiss Amerika (2000) kreist um die Sehnsüchte junger Menschen, die ihre Flucht aus der scheinbar bedrückenden Umgebung Ostdeutschlands planen.
Zu den Filmen über das Leben zur Zeit des Nationalsozialismus zählen Hitlerjunge Salomon (1990) und der auf einem authentischen Fall basierende Das Heimweh des Walerjan Wróbel (1991), ein Drama über einen polnischen Jugendlichen, der zur Zwangsarbeit nach Deutschland verschleppt und hier wegen eines Bagatelldeliktes zum Tode verurteilt wurde. Am Ende kommen Touristen beschrieb 2007 die Zeit eines deutschen Zivildienstleistenden in Auschwitz, der nach der Bekanntschaft mit einer jungen Frau auch die schönen Seiten des Lebens in der Stadt kennenlernt. Komödiantisch wurde das Thema des Rechtsradikalismus ebenfalls 2007 in Leroy aufgearbeitet, in dem ein schwarzer Teenager sich in eine junge Frau verliebt, deren Familie allesamt Rechtsradikale sind. Der umstrittene Film Die Welle (2008) von Dennis Gansel beschreibt ein (in den USA tatsächlich durchgeführtes) Experiment eines Lehrers, in dem er mit den Schülern eine faschistoide Bewegung gründet, die schnell außer Kontrolle gerät.
Vermehrt werden auch Filme über das Zusammenleben verschiedener Kulturen in Deutschland gedreht. Geschwister – Kardeşler (1996) handelt von drei Geschwistern türkischer Herkunft in Berlin, deren Leben unterschiedliche Entwicklungen nimmt. In der Komödie Kebab Connection (2004), an dessen Drehbuch Fatih Akin mitschrieb, versucht ein junger Deutschtürke aus Hamburg den ersten deutschen Kung-Fu-Film zu drehen.
Eine Art bayerischer Heimatfilm ist der Überraschungshit Wer früher stirbt ist länger tot von 2006, in dem ein 11-jähriger Junge versucht, seine Seele zu retten, da er glaubt, für den Tod seiner Mutter verantwortlich zu sein. 2007 begann derselbe Regisseur Marcus H. Rosenmüller mit Beste Zeit eine Trilogie über das Leben junger Menschen in Bayern und ihren Problemen beim Erwachsenwerden.
Die von Kritikern hochgelobte Verfilmung des Thrillerdramas Knallhart (2005/2006) von Detlev Buck schildert die Geschichte des 15-jährigen Michael, der sich in einem Berliner Ghetto gegen gewalttätige Jugendgangs behaupten muss und beginnt, als Laufbursche für die Drogenmafia eine kriminelle Karriere zu machen. Das Eindringen eines türkischstämmigen Jugendlichen in das Leben einer gutbürgerlichen Familie ist 2005 Thema des Fernsehfilms Wut gewesen, der bei seiner Ausstrahlung für heftige Diskussionen und Sondersendungen führte, aber auch 2007 den renommierten Adolf-Grimme-Preis gewann.
Am Tag als Bobby Ewing starb explodierte auch das Atomkraftwerk in Tschernobyl. Kurz zuvor zog ein Jugendlicher mit seiner Mutter in eine Kommune aufs Land und wird dort mit der Hippie- und Anti-Atomkraft-Bewegung konfrontiert, was in dem Film von 2005 Anlass für komische Ereignisse ist. Der Film Die Wolke (2006) handelt von den Auswirkungen eines (fiktiven) Kernunfalls in Deutschland.
Im Jahr 2008 erschien der Fantasyfilm Krabat, mit David Kross in der Hauptrolle, und der Regie von Marco Kreuzpaintner. Mit Isi & Ossi, einer Liebeskomödie von Oliver Kienle, erschien im Jahr 2020 die erste deutschsprachige Netflix-Eigenproduktion.

## Jugendfilme in Österreich und der Schweiz

### Österreich
Der überwiegende Teil der Jugendfilme aus Österreich sind Jugendfilme im weiteren Sinne. Wie zum Beispiel Mädchenjahre einer Königin (1954), in dem es um die Liebe von Englands junger Königin Viktoria zu Prinz Albert von Sachsen geht. Aber auch Jugendfilme im engeren Sinne wurden in Österreich produziert, wie zum Beispiel Abenteuer eines Sommers (1973), in dem es um Jugendliche zur Zeit der k.-u.-k.-Monarchie geht.
Als einer der umstrittensten europäischen Filme über Jugendliche gilt Benny’s Video (1992) aus Österreich. Das Drama porträtiert einen von den Eltern vernachlässigten pubertierenden 13-Jährigen, dem jeglicher Realitätssinn durch Videofilme und die eigene Videokamera abhandenkommt und der für sein Hobby ohne irgendeine Gefühlsregung ein zu sich nach Hause eingeladenes gleichaltriges Mädchen tötet.
Lovely Rita (2001) ist ein verstörendes Drama um eine 15-Jährige, die in ihrer Schule unbeliebt ist und auch bei ihren Eltern keinerlei Verständnis findet. Nach ergebnislosem Streben nach Anerkennung und Geborgenheit gipfelt ihr Handeln in einer maßlosen Gewaltaktion.

### Schweiz
In der Schweiz wurden vor allem in den 1970er Jahren engagierte Jugendfilme gedreht, wie zum Beispiel Fluchtgefahr (1974), in dem es um einen Jugendlichen geht, der bei einem Einbruch erwischt wird und als Rückfalltäter eingesperrt wird.
Als Koproduzent beteiligte sich die Schweiz an einigen Jugendfilmen; hierzu zählt zum Beispiel Le Cri du Lézard (1990), in dem es um jugendliche Ausreißer geht. In Emporte-moi – Nimm mich mit (1999) geht es um ein 13-jähriges Mädchen, das vor seiner asozialen Familie in die „heile“ Scheinwelt der Filme flüchtet.

## Der Jugendfilm in anderen Ländern Europas

### Großbritannien und Irland
Angesichts der großen Menge britischer Jugendbücher, wie zum Beispiel von Roald Dahl, ist die Zahl ihrer Verfilmungen eher gering, da die meisten Adaptionen durch Hollywood vorgenommen werden. Trotzdem gab es einige ausgezeichnete Literaturverfilmungen, wie zum Beispiel David Leans Dickensadaptionen Geheimnisvolle Erbschaft (1946) und Oliver Twist (1948). Auch die Oliver-Twist-Version des Jahres 2005 von Roman Polański erhielt viel Lob. 1947 und 2002 entstanden Kinofilme über Nicholas Nickleby. 1963 drehte Peter Brooks eine Fassung von William Goldings Roman Herr der Fliegen (1963). Überaus großen kommerziellen Erfolg hatten und haben die Verfilmungen der ersten vier Harry-Potter-Romane. Harry ist zum Beginn des ersten Romans 11 Jahre alt und durchlebt in den weiteren Geschichten mit seinen gleichaltrigen Freunden seine Jugend, bis aus ihm am Ende der Reihe ein selbstbewusster, junger Erwachsener geworden ist.
Aus Großbritannien kamen Ende der 1960er und Anfang der 1970er zwei der umstrittensten sozialkritischen Jugendfilme: if… (1968) ist eine bitterböse Abhandlung über damalige britische Internatsstrukturen und Uhrwerk Orange (1971) eine brillante Satire über die Therapie des Anführers einer gewalttätigen Jugendbande. Eines der bedeutendsten britischen Jugenddramen ist Ken Loachs Kes von 1969, das ein realistisches Bild der sozialen und familiären Verhältnisse in den Arbeitervierteln zeigt. Eine ganz andere Sichtweise der 1960er Jahre zeigt der Film Quadrophenia (1979). Darin wird die Geschichte eines jungen Burschen erzählt, der in die Machtkämpfe zwischen Mods und Rockern gerät. Dagegen erzielte die 1985er Musicalverfilmung des schon 1959 erschienenen Zeitporträts Absolute Beginners eher mythologisierende Wirkung. Im autobiografisch orientierten Werk Hope and Glory (1987) von John Boorman geht es um die Geschichte eines Jungen, der während des Zweiten Weltkrieges in London heranwächst. Zurück in die 1950er führt die Tragikomödie Wish You Were Here von 1987, in der eine 16-Jährige mit ihrer Sprache, ihren Gesten und offen zur Schau gestellter Sexualität die Mitmenschen provoziert.
Der wohl erfolgreichste Jugendfilm der 1990er war Trainspotting, ein Bericht über eine Gruppe von Drogensüchtigen in Schottland, deren Lebensweise er nie verurteilt, sondern in einer neuartigen Filmästhetik schildert. Der Film gilt aus Auslöser eines erneuten Filmbooms im Vereinigten Königreich.
Auch in den 2000ern werden weiterhin engagierte Jugendfilme in Großbritannien produziert, wie beispielsweise Die Wunder des Taliesin Jones (2000). Darin geht es um einen Jungen, der zum Glauben findet. Nur Mut, Jimmy Grimble (2000) erzählt die Geschichte eines Außenseiters, der schließlich zu einer festen Stütze seiner Fußballmannschaft wird. In Danny Boyles Verfilmung des mit dem LUCHS ausgezeichneten Jugendbuchs Millions (2005) müssen zwei Brüder kurz vor einer Währungsumstellung innerhalb von nur einer Woche eine Million gefundene Pfund Sterling ausgeben.
Das auf verbrieften Geschehnissen aufbauende Drama Die unbarmherzigen Schwestern (Irland/GB 2002) schildert die Leidensgeschichten von so genannten „gefallenen Mädchen“, die im Irland zur Mitte des 20. Jahrhunderts meist mit dem Einverständnis ihrer „besudelten“ Eltern in den Klöstern der Magdalene Sisters zum Teil lebenslang eingesperrt, gedemütigt und durch unbezahlte Arbeit ausgebeutet wurden.
Hallam Foe – This Is My Story stellt 2007 einen jungen Mann an der Schwelle des Erwachsenseins vor, der sich seiner Angebeteten nicht zu nähern traut und beginnt ihr nachzuspionieren.
Mehr noch als in anderen Ländern greift gerade die britische Filmindustrie bestimmte Themen immer wieder auf, die die gesellschaftliche Wirklichkeit Großbritannien bis heute prägen. Seit Mitte der 1980er widmeten sich vermehrt Filme den vielfachen Problemen der Integration von Einwanderern in die britische Gesellschaft, in denen häufig gerade die Generationsprobleme beleuchtet werden. Ausgelöst wurde dieser Trend durch die Filme Mein wunderbarer Waschsalon (1985) und Sammy und Rosie tun es (1987) (beide von Stephen Frears und Hanif Kureishi). 1999 entstand die Kulturkonfliktkomödie East is East, die das knallbunte Bild einer binationalen Familie (der Vater der sieben Khan-Kids ist Pakistaner und die Mutter Britin) im England der frühen 1970er Jahre zeichnete. Kick It Like Beckham (2002) wählt ebenfalls die Komödienform, um ähnliche Probleme in einer indischstämmigen Familie anzusprechen.
Ein weiteres klassisches Thema englischer Filme sind die Beschreibungen gesellschaftlicher Probleme in einem Land, in dem wirtschaftliche Schwierigkeiten immer noch mit dem Begriff Thatcherismus assoziiert werden. So handelt Billy Elliot – I Will Dance (2000) von einem 11-Jährigen, der gegen den Willen seines strengen Vaters Balletttänzer werden will und dies auch als ein Mittel sieht, dem vorgezeichneten Weg in die Arbeitslosigkeit zu entkommen. Von den Problemen einer gestörten, durch die Arbeitslosigkeit der Eltern geprägten Familie handelt Sweet Sixteen (2000), von dem für seine kraftvollen Sozialdramen bekannten Regisseur Ken Loach.
Daneben handeln viele Filme von den Auswirkungen des Nordirlandkonfliktes, die nicht ausdrücklich als Jugendfilme anzusehen sind. Dazu zählt das mit dem Europäischen Filmpreis als „Bester junger Film“ ausgezeichnete Drama Mütter & Söhne (1996) beschreibt den Kampf von Müttern um das Leben ihrer im Hungerstreik befindlichen inhaftierten Söhne.

### Belgien
Die flämisch-belgische Satire Jeder ist ein Star! (2000) war 2001 für den Oscar in der Kategorie Bester fremdsprachiger Film nominiert. Darin glaubt ein fanatischer Vater, dass sein minderjähriges Pummelchen von Tochter unbedingt ein gefeierter Schlagerstar werden sollte – die Entführung einer populären Sängerin soll ihnen dabei weiterhelfen.

### Skandinavien bzw. Nordische Länder
Skandinavien bzw. die Nordischen Länder allgemein haben eine lange Tradition, was Kinder- und Jugendfilme betrifft. Filme wie Mein Leben als Hund (Schweden 1985) und Pelle, der Eroberer (Dänemark 1987) erhielten Oscars als Bester ausländischer Film. Der Schwede Lukas Moodysson gilt als einer der bekanntesten Nachwuchsregisseure und drehte mit Raus aus Åmål und Lilja 4-ever moderne Jugendstudien. 2003 wurde die Verfilmung Evildes autobiografischen Romans des schwedischen Krimiautors Jan Guillou über seine Schuljahre für den Oscar nominiert.
Der skandinavische Film kann auf eine große Anzahl von Jugendbüchern zurückgreifen, von denen viele als Literaturverfilmung umgesetzt wurden, wie zum Beispiel Sofies Welt (1999), in der eine 14-jährige Schülerin von einem väterlichen Freund in die Welt der Philosophie eingeführt wird.
Viele der skandinavischen Jugendfilme sind Coming-of-Age-Filme. Im Rahmen der Persönlichkeitsentwicklung von Jugendlichen wird von ihnen ein realistisches Bild der Lebenssituation vermittelt. Einige Beispiele sind Träume wachsen nicht auf Bäumen (1996). In Frida – mit dem Herzen in der Hand (1991) lernt eine 13-Jährige einige Lektionen in Sachen Liebe. Das Auge des Adlers (Dänemark 1996) ist dagegen ein lupenreines Jugendabenteuer, das einen Königssohn des Mittelalters im Kampf gegen gefährliche Feinde seines Vaters zeigt. Schön ist die Jugendzeit (1995) erzählt von der Liebesbeziehung eines Schülers zu seiner Lehrerin und gewann mit dem Guldbagge den wichtigsten schwedischen Filmpreis.
Auch in den 2000ern entstehen weiterhin Jugendfilme. Zum Beispiel Kinder des Sturms (2000), ein Dokumentarfilm über das Leben von 14-jährigen Schülern. In Liebe in Blechdosen (2000) wird die Geschichte von zwei schwedischen Waisenkindern in den 1950er Jahren erzählt. Die preisgekrönte Außenseiterballade Nói Albínói (Island 2002) schildert das ziellose Leben des hochintelligenten 17-jährigen Einzelgängers Nói in der isländischen Provinz.
Der bei den Nordischen Filmtagen Lübeck mit dem Kinderfilmpreis des Nordischen Filminstituts ausgezeichnete Film Die Farbe der Milch (2004, Torun Lian) taucht in das Gefühlschaos dreier 12-jähriger norwegischer Mädchen ein, die beginnen sich für Jungs zu interessieren.

### Frankreich
Französische Jugendfilme haben eine lange Tradition. In den 1950er Jahren entstanden engagierte Jugendfilme wie beispielsweise Engel der Halbstarken (1953), in dem es um Streitigkeiten in einer Gruppe von Jugendlichen geht.Der Krieg der Knöpfe von 1962 ist ein satirisch geprägter Jugendfilm über die Rivalität der Jungs zweier Dörfer. Das 2011 erschienene Remake Der Krieg der Knöpfe (Yann Samuell) erhielt von der Deutschen Film- und Medienbewertung (FBW) das Prädikat „besonders wertvoll“.
Eine auch international erfolgreiche Filmkömödie, die auf die Gefühlswelt der Jugendlichen eingeht, war La Boum – Die Fete (1980, Claude Pinoteau) und seine Fortsetzungen La Boum 2 – Die Fete geht weiter (1982, Claude Pinoteau); beide mit Sophie Marceau.
Der mehrfach preisgekrönte Spielfilm Am großen Weg (1987, Jean-Loup Hubert) beschreibt den Sommer eines neunjährigen Jungen bei Verwandten auf dem Land, die durch diesen Besuch schaffen, den Tod ihres eigenen Sohnes verarbeiten.
Sommer (1996) ist einer der vielen eher handlungsarmen Filme von Éric Rohmer über junge Menschen, die zumeist mittels diverser Gespräche und Reflexionen versuchen, sich über ihren Charakter und ihren Platz in der Welt klar zu werden. In Sommer gerät ein Student im Urlaub zwischen drei Frauen, die sich für ihn interessieren und zwischen denen er sich nicht entscheiden kann. Bereits 1967 gewann Rohmer für Die Sammlerin den Preis für den „Besten Film für junge Menschen“ bei den Internationalen Filmfestspielen in Berlin.
Tee im Harem des Archimedes (1985) und Hass (1999) handeln dagegen vom Leben in französischen Vororten.
Eine moderne Variante des Klassikers La Boum ist die französisch-deutsche Koproduktion Französisch für Anfänger (2006). Sie schildert, als romantische Komödie konzipiert, die Erlebnisse des 16-jährigen Hendrik, deutscher Teilnehmer eines Schüleraustauschs, bei seinem Erste-Liebe-Trip ins Nachbarland Frankreich.
Water Lilies (2007) und Tomboy (2011) von Céline Sciamma setzen sich mit der Suche des pubertierenden Menschen nach seiner sexuellen Identität auseinander. Für Water Lilies gewann Sciamma den Prix Louis Delluc für das beste Erstlingswerk; Tomboy wurde auf verschiedenen internationalen Filmfesten ausgezeichnet.

### Italien
Auch Italien hat Jugendfilme betreffend eine lange Tradition. In dem Episodenfilm Kinder unserer Zeit (1952) geht es um Delikte halbwüchsiger Krimineller in drei verschiedenen europäischen Ländern. In der feinfühligen Inszenierung Freunde fürs Leben (1955) geht es um Jugendfreundschaften.
Ein etwas neuerer italienischer Jugendfilm ist Karate Rock (1990), in dem es um Konflikte an einer Schule geht. In dem Entführungsthriller Ich habe keine Angst (2002) entdeckt ein Junge ein in einem Erdloch angekettetes Kind, wodurch ein böses Erwachen aus unbeschwerten Kindertagen seinen Lauf nimmt.
Die erwachende Sexualität von Jugendlichen beschreibt Der Zauber von Malèna (2000), in dem sich ein 13-jähriger Junge während des Zweiten Weltkrieges in die schöne Ehefrau (Monica Bellucci) eines in Nordafrika kämpfenden Soldaten verliebt, die für ihn unerreichbar scheint.
Ein besonders anrührender Film ist das vielfach ausgezeichnete Drama Das Zimmer meines Sohnes (2001), in dem der Sohn einer Familie durch einen Unfall stirbt und die Angehörigen seinen Tod verarbeiten müssen.

### Spanien
Aus Spanien kommend wurden vor allem in den 1980er Jahren einige Jugendfilme ins Deutsche synchronisiert, wie zum Beispiel Bertas Motive (1983). Darin geht es um die Erlebnisse eines Mädchens in der öden Landschaft Kastiliens. Das Drama Rothaarige Teo (1985) erzählt die Erlebnisse des Sohns eines Madrider Richters und seines sterbenden Großvaters.
Ein verschachteltes Drama, ausgelöst durch ein Coming-out in einem katholischen Internat der 1960er, beschreibt Pedro Almodóvar in La mala educación – Schlechte Erziehung (2003).

### Sowjetunion/Russland
Anfangs gab es einige politisch motivierte russische Filme, wie zum Beispiel Freundschaft (1948), Ihr großer Tag (1958) oder Flagi na baschnjach (1958). Den überwiegenden Teil stellten allerdings unpolitische Unterhaltungsfilme wie zum Beispiel Die Kratzbürste (1957) oder Gefährliche Mission (1959). Zudem gab es zahlreiche Literaturverfilmungen wie beispielsweise Fünfzehnjährige Kapitän (1945), Dem Leben entgegen (1952), Geheimnis des Bergsees (1954) oder Geschichte einer ersten Liebe (1957).
Die russischen Jugendfilme der 1970er Jahre enthielten sich jeder politischen Indoktrination, ohne jedoch die Auswirkungen des politischen Systems zu verleugnen. Zudem begannen sie ein realistisches Jugendbild zu zeigen. Zum Beispiel in Coming-of-Age-Filmen wie Hierher fliegen die Schwäne (1973), Der furchtlose Ataman (1973) oder Ich bin doch schon erwachsen (1974).
Zahlreiche russische Jugendfilme der 1970er Jahre waren Historienfilme, wie zum Beispiel Begegnung an der alten Moschee (1970), Die verschollene Expedition, Goldener Fluß (1976), Bewegte Kindheit (1976), Auf Wolfsspur (1977), Alles wegen Kusmin (1978) oder Geschichte eines Jungen aus Abchasien (1978).
Ein lakonisch erzähltes russisches Roadmovie neueren Datums, das auf dem „goEast“-Festival preisgekrönt wurde, ist der Film Der Weg nach Koktebel (2003). Ein 11-Jähriger folgt seinem Vater zu Fuß von Moskau bis ans Schwarze Meer, wo beide bei der Tante in Koktebel ein neues Leben beginnen wollen.

## Jugendfilme des amerikanischen Kontinents

### Vereinigte Staaten
Der amerikanische Jugendfilm spiegelt, mehr noch als andere Filme, die gesellschaftlichen Entwicklungen und die Krise des Hollywood-Kinos wider.

#### Stummfilmzeit bis 1950er Jahre
Ursprünglich existierte der Begriff „Jugendfilm“ gar nicht, da Filme in der Anfangszeit der Filmindustrie als Unterhaltung für alle Altersgruppen galten und Unterscheidungen nach Zielgruppen beziehungsweise Altersfreigaben erst später eingeführt wurden.
Ein früher Jugendfilm ist die Literaturverfilmung Kinder auf den Straßen (1933). Dort geht es um Jugendliche während der amerikanischen Wirtschaftskrise.
Beispielhaft für den damaligen Umgang mit Jugendlichen in Spielfilmen ist Teufelskerle von 1938. In ihm wird die wahre Geschichte eines Pfarrers (Oscar für Spencer Tracy), erzählt, der ein Heim für sozial benachteiligte Jugendliche einrichtet, um sie vor dem Gefängnis zu bewahren. Der Erwachsene steht im Zentrum der Handlung, seine Schützlinge sind lediglich Nebendarsteller.
Auch im Nachkriegskino umfasst ein bedeutender Teil des amerikanischen Nachkriegskinos lediglich vermeintliche Kinder- bzw. Jugendfilme wie beispielsweise Black Beauty (1946), Black Gold (1947) und In 80 Tagen um die Welt (1956). Diese gewannen zwar häufig Oscar-Nominierungen oder -Auszeichnungen, Jugendliche und deren Probleme wurden kaum oder überhaupt nicht thematisiert.
Als Resultat wurden realistische Filme jugendlichen Verhaltens und ihrer Empfindungen häufig als Provokation angesehen, zumal in ihnen häufig die Heranwachsenden mit Gewalt auf das elterliche Unverständnis reagierten: Der Wilde (1953); … denn sie wissen nicht, was sie tun und Die Saat der Gewalt (1955) gehören hierzu. Ihre Hauptdarsteller Marlon Brando und James Dean wurden zu Idolen der jungen Zuschauer, die sich in ihnen wiedererkannten. Versuche, Jugendliche durch gefällige Gesangsfilme mit Elvis Presley an Hollywood zu binden, scheiterten, da das Publikum andere Helden wie Brando, Steve McQueen oder Paul Newman suchte.

#### 1960er bis 1970er Jahre
In den 1960ern rückte eine neue Generation Jugendlicher nach, die unter anderem Die Reifeprüfung (1967) oder Easy Rider (1969) sahen. Erstgenannter Film gilt auch als Auslöser der Popkultur und zeigte die Heranwachsenden eher als verwirrt, unsicher und desinteressiert denn als rebellisch und zornig.
Später entwickelte sich das „New Hollywood“, ein von jungen Filmemachern begründetes realistisches Kino, an dem das Studiosystem des alten Hollywood zerbrach. Beispiele dieser Entwicklung waren Die letzte Vorstellung (1971) und American Graffiti (1973), in der George Lucas als erster Regisseur die Handlung eines Jugendfilms in seine eigene Kindheit verlegte und somit neben den Jugendlichen des Jahres 1973 auch jene als Zuschauer gewann, die zur Zeit der Handlung (1960er Jahre) selbst Jugendliche waren.
1977 löste Saturday Night Fever das Disco-Fieber aus, bevor Der weiße Hai und Krieg der Sterne das Blockbuster-Kino etablierten, welches das Kinoprogramm für Jugendliche über die nächsten Jahrzehnte bestimmte.

#### 1980er Jahre
Die erfolgreichsten Jugendfilme der 1980er Jahre erzeugten kaum gesellschaftliche Impulse. Sie waren im Wesentlichen von den Erfolgen Steven Spielbergs, George Lucas’ und John Hughes’ geprägt. Während die ersten beiden Regisseure vor allem den Actionfilm für Jugendliche etablierten (Zurück in die Zukunft, Gremlins – Kleine Monster, Die Goonies, Willow usw.), drehte Hughes Komödien über Schüler, in denen zwar auch Probleme wie die Entwicklung von Individualität, Gruppenzwängen oder Einsamkeit thematisiert wurden (The Breakfast Club, Ferris macht blau, Pretty in Pink), diese aber stets mit einem Happy End gelöst wurden. In diese Kategorie gehören auch St. Elmo’s Fire und Das Geheimnis meines Erfolges. Ich glaub’, ich steh’ im Wald (1982) war Vorbild vieler US-Schülerkomödien.
Tanz- und Musikfilme konnten wieder vermehrt Zuschauer anziehen (Flashdance, Footloose, Fame – Der Weg zum Ruhm, Dirty Dancing). Hierzu gehört auch die in den 1960ern angesiedelte Komödie Hairspray (1988) und Cry-Baby (1990), eine in den 1950ern spielende Parodie auf West Side Story, beide von John Waters.
Daneben gab es aber auch eine Reihe von Filmen, die aus der Independent-Szene heraus entstanden und sich dem inhaltlichen und formalen Konservatismus Hollywoods entgegenstellten: Baby It’s You (1984) von John Sayles, Nola Darling (Spike Lee) und Jim Jarmuschs Stranger than Paradise zeigten, dass es noch immer eine Gegenbewegung zum Mainstream-Standard gab. Zwei Cheyenne auf dem Highway setzt sich 1989 mit der aktuellen Situation von Indianern im modernen Amerika auseinander. Reise zur Insel der Geister (1988) behandelt die Auseinandersetzung von Jugendlichen zwischen Tradition und Moderne. Das Messer am Ufer (1986) mit Keanu Reeves setzt sich mit den Folgen eines Mordes unter Jugendlichen auseinander. Stand and Deliever über die Probleme eines Lehrers an einer Schule im Latino-Milieu war 1988 einer der ersten ernsthaften Filme, der in dieser Umgebung angesiedelt war.
Maßstäbe in Hinblick auf die Protektion junger Akteure setzte Francis Ford Coppola mit den beiden Auftragswerken Die Outsider und Rumble Fish. Alan Parkers Film Birdy (1984) beschreibt die Freundschaft zweier Jugendlicher angesichts traumatischer Erfahrungen im Vietnam-Krieg. Sergio Leone widmet in Es war einmal in Amerika (1984) der Adoleszenz der späteren Widersacher mehr als eine Stunde. Steven Spielberg verfilmte 1987 in seinem zweiten „ernsthaften“ Film Das Reich der Sonne den semi-autobiophischen Roman von J. G. Ballard über die Erlebnisse eines 11-Jährigen während des Zweiten Japanisch-Chinesischen Krieges ab 1941. Die Kadetten von Bunker Hill (1981) handelt von der Verführbarkeit junger Menschen angesichts einer scheinbaren Ordnung und von falsch verstandenen Ehrbegriffen. Neben Timothy Hutton, der 1980 als jüngster Darsteller einen Oscar für Eine ganz normale Familie erhalten hatte, spielten Sean Penn und Tom Cruise, dessen 1986 gedrehter Film Top Gun als ein speziell für jugendliche Männer gedachter Werbefilm fürs Militär konzipiert worden war.

#### 1990er Jahre
Die Jugendfilme der 1990er Jahre begannen verstärkt gesellschaftliche Impulse zu erzeugen. Das Thema AIDS dokumentiert das Drama Kids (1995). Darin geht es um die sexuelle Sorglosigkeit von Jugendlichen, die darin mündet, dass ein Mädchen mit HIV infiziert wird und sich dadurch innerhalb ihrer Clique isoliert. In Gilbert Grape – Irgendwo in Iowa (1993) sucht ein junger Amerikaner, neben der Fürsorge für seine Mutter und den behinderten Bruder, auch nach Raum für sein eigenes Leben. Es folgten die Filme The Mighty (1998), in dem es um die magische Traumreise zweier ungleicher Freunde geht und in dem Themen wie Behinderung und soziale Ausgrenzung thematisiert werden, und Rushmore (1998), eine intelligente Tragikomödie im Highschool-Milieu.
Jugenderinnerungen aus den 1960ern zeigten 1994 Unsere Welt war eine schöne Lüge und 1995 This Boy’s Life. Dabei steht jeweils der Konflikt mit (Stief-)Vätern im Zentrum, die ihre Kinder durch Manipulation und Gewalt an sich banden und deren Machtstellung erst gegen Ende einer unglücklichen Jugend gebrochen wurden. Die Verfilmung der von Drogenmissbrauch, Selbstzerstörung und Gewalt berichtenden Tagebücher von Jim Carroll – In den Straßen von New York wurden in der Filmfassung von 1995 in die damalige Gegenwart verlegt. Dem Film wurde später vorgeworfen, durch eine Traumsequenz der Hauptfigur, die Täter des Amoklaufs an der Columbine High School inspiriert zu haben.
Auch in den 1970ern waren verschiedene Filme angesiedelt. Während etwa Now and Then – Damals und heute (1995) und My Girl (1991) samt Fortsetzung eher als nostalgische (Tragi-)Komödien einzuordnen sind, beschreiben die ernsthafteren The Virgin Suicides (1999) – basierend auf wahren Ereignissen – und Der Eissturm (1997) Sittenbilder der Vietnam- und Nixon-Ära, in der die Eltern den Bedürfnissen der Kinder hilf- und verständnislos gegenüberstehen und somit Tragödien heraufbeschwören. Detroit Rock City von 1999 und Almost Famous – Fast berühmt (2000) feiern dagegen die Rock-Euphorie dieser Zeit.

#### 2000 bis heute
Der Übergang ins neue Millennium wurde von mehreren erfolgreichen Adaptionen Shakespeare’scher Werke begleitet, nachdem zuvor Clueless – Was sonst! (1995) sehr erfolgreich den Jane-Austen-Roman Emma modernisiert hatte. Der erste dieser Filme war 1997 Romeo & Julia. Julia Stiles spielt in gleich drei weiteren Verfilmungen eine Hauptrolle: 10 Dinge, die ich an Dir hasse (1999), Hamlet (2000) und O (2001). Etwa zur gleichen Zeit entstand mit Eiskalte Engel eine Modernisierung des Brief-Romans Gefährliche Liebschaften von Choderlos de Laclos, der bereits zuvor schon mehrere Verfilmungen erfahren hatte.
Ein weiteres konstant erfolgreiches Filmgenre ist die Fantasy-Adaption. Für aufwendige Reihen in der Tradition von Harry Potter und Der Herr der Ringe stehen Die Chroniken von Narnia: Der König von Narnia (2005), Eragon – Das Vermächtnis der Drachenreiter (2006) und Der Goldene Kompass (2007). Nur ersterer erhielt allerdings bislang die Genehmigung für eine Fortsetzung, während etwa Wintersonnenwende – Die Jagd nach den sechs Zeichen des Lichts (2007) den Sprung ins Kino gar nicht erst schaffte.
Die Comic-Adaption Ghost World (2000) beschreibt hingegen den Tagesablauf einer selbstgewählten Außenseiterin, die durch den Kontakt mit einem doppelt so alten Mann erkennt, dass ihre Einstellung viele Probleme schafft und sie sich zu weit vom realen Leben entfernt hat. Auch im Jugenddrama The Dangerous Lives of Altar Boys (2002), das im repressiven Milieu einer katholischen Schule der 1970er Jahre angesiedelt ist, versuchen die Hauptpersonen, sich dem Druck ihrer Umwelt zu entziehen. Ein weiterer Außenseiter in einer Schulwelt beherrscht von Cliquen, Sportlern und Cheerleadern ist Napoleon Dynamite, der 2004 alle Maßstäbe von Coolness völlig ignorierte und seinem mexikanischen Schulfreund zu helfen versuchte, Schulsprecher zu werden.
Dass häufig auch die Familie wesentlich für die Schwierigkeiten beim Erwachsenwerden verantwortlich ist, beweisen ebenfalls diverse Filme. Tart – Jet Set Kids (2001) zeigt Jugendliche aus zerrütteten Familienverhältnissen, die zum Jetset gehören wollen, aber scheitern. In der auf wahren Ereignissen beruhenden Tragikomödie American Girl (2002) hingegen erkennen die verschiedenen problembelasteten Familienmitglieder anlässlich eines Besuchstages bei ihrem wegen Mordes verurteilten Vater ihre diversen Probleme und werden dadurch in die Lage versetzt, sie zu überwinden. Die Welt der Immigranten steht im Zentrum der Komödie Echte Frauen haben Kurven (2002): Eine junge Frau mexikanischer Abstammung bringt mit ihrem Wunsch zu studieren ihre traditionsbewusste Mutter gegen sich auf, die die kulturelle Identitätssuche ihrer Tochter nicht akzeptieren will.
Zu den diversen gesellschaftspolitischen Themen, die realistische und ernsthaft behandelt werden gehören Pädophilie und Homophilie (L.I.E. – Long Island Expressway 2001), Amokläufe (Elephant 2003) und die Neigung der Gesellschaft, ihre Probleme nicht selber zu behandeln, sondern in die Hände von Psychiatern zu geben (Thumbsucker 2005). Eine moderne Variante von Mädchen in Uniform um die Liebe einer Lehrerin und ihre Schülerin stellt das Independent-Drama Loving Annabelle von 2006 dar.
In Mean Creek (2004) wollen sich einige Jugendliche an einem sie ständig drangsalierenden Jungen rächen und schwören dabei Unheil herauf. In dem Psychothriller Hard Candy (2005) wechseln die Machtverhältnisse von Opfers und Täters eines scheinbaren sexuellen Missbrauchs. 2005 zeigte Brick einen Film noir an einer Highschool: ein Schüler macht sich auf die Suche nach einer vermissten Ex-Freundin.
Der erste ernsthafte Film um die Rapkultur, in dem Eminem die mutmaßlich autobiografisch angelegte Hauptrolle übernahm, war 8 Mile (2002) von Curtis Hanson.
Ein so genanntes Feelgood movie ist das Disney-Remake Freaky Friday (2003), in dem Mutter und Tochter durch den Zauber einer alten Chinesin die Körper tauschen. Selbst in eher seichten Komödien können sich aber die Figuren tiefergehenden Problemen gegenüberstehen: In The Girl Next Door (2004) stell ein Schüler fest, dass seine Freundin Pornofilme drehte und gerät in einen Konflikten zwischen Vorurteilen und Moralvorstellungen, aber auch mit seiner engstirnigen Umgebung.
Der Abenteuerfilm Das Geheimnis von Green Lake (2003) hat, obwohl er in einem Erziehungs- und Arbeitslager angesiedelt ist, auch eine Menge lustiger Aspekte zu bieten. Einen unterhaltsamen Umweltkrimi stellt Eulen – Kleine Freunde in großer Gefahr (2006) dar, der in Deutschland nur auf DVD erschien. Beides sind Verfilmungen sehr erfolgreicher Jugendromane.
2007 feierte das Musical-Genre erneut eine Renaissance (Hairspray, High School Musical) und zeigten die Erfolge von Superbad und Beim ersten Mal, dass das Prinzip von American Pie noch nicht ausgelaugt ist. Hingegen ist Juno, der vier Oscar-Nominierungen in Hauptkategorien gewann und für das beste Originaldrehbuch ausgezeichnet wurde, ein Beleg dafür, dass intelligente Filme über Jugendliche lange nachwirken und auch Erwachsene beeindrucken können.

### Kanada
Lost and Delirious (2001) ist ein Filmdrama der Regisseurin Léa Pool über Liebe und Verlust.
In Saint Ralph (2004) versucht 1954 ein 14-jähriger Schüler einer katholischen Schule, den Boston-Marathon zu gewinnen, da er glaubt, durch einen Sieg, der ein „Wunder“ wäre, seine im Koma liegende Mutter zu retten.
Der mit elf Genie Awards ausgezeichnete Film C.R.A.Z.Y. – Verrücktes Leben (2005) ist eine kanadische Tragikomödie, die sich um die fünf Söhne, deren Anfangsbuchstaben ihrer Vornamen den Filmtitel ausmachen, der Familie Beaulieu und ihr chaotisches Verhältnis zu den Eltern dreht. Pubertät, Sex, Drugs, Rock ’n’ Roll und Rebellion – die 1970er fordern ihren Tribut von allen Beteiligten.
Als kluge Komödie über einen bisher von seinen Hippieeltern unterrichteten altklugen 13-Jährigen, der erstmals auf eine Schule gehen soll und seine gesamte Umgebung in große Unruhe stößt, erweist sich Whole New Thing (2005).

### Süd- und Mittelamerika
In dem Festivalerfolg Y Tu Mamá También – Lust for Life (2001) aus Mexiko versuchen zwei befreundete und ziellose Pubertierer eine rund zehn Jahre ältere Frau aufzureißen – und kommen mächtig ins Schleudern, als sich die Todgeweihte tatsächlich auf ein erotisches Dreiecksverhältnis mit ihnen einlässt. Das ergreifend erzählte chilenische Filmdrama Machuca, mein Freund (2004) berichtet von der Freundschaft zweier Jungs aus ganz unterschiedlichen sozialen Verhältnissen im Chile des Jahres 1973 und wie ihr bis dahin unbeschwertes Leben durch einen Militärputsch völlig aus der Bahn geworfen wird. Die kolumbianisch-amerikanische Koproduktion Maria voll der Gnade (2004) schildert die Geschichte der 17-jährigen schwangeren Kolumbianerin Maria, die sich mit 62 geschluckten nussgroßen Kokainkapseln in ihrem Magen als Drogenkurierin auf den Weg in die USA macht, weil sich die skrupellosen Auftraggeber sonst an ihrer Familie vergreifen würden.

## Asien

### Japan
Die geistige und seelische Verarbeitung der Atombombenabwürfe spielt im japanischen Film eine große Rolle. Zu diesem Thema sind auch einige Jugendfilme entstanden. Zum Beispiel Kinder von Hiroshima (1952), Das Mädchen Toshiko (1979), Lehrerin (1982) oder Kinder von Nagasaki (1983).
In den 1980er Jahren kamen weitere japanische Jugendfilme nach Deutschland, wie zum Beispiel Frei wie ein Vogel (1980). Darin geht es um Spatzen, die in Japan geschossen werden. Der Bärenfänger (1987) wiederum erzählt die Beziehung zwischen einem Jungen und seinem Großvater.
Sekai no Chūshin de, Ai wo Sakebu (2004) schildert nach einem Bestseller von Kyōichi Katayama eine Liebesgeschichte zwischen einem Jungen und einem an Leukämie leidenden Mädchen. Ebenfalls eine Literaturverfilmung ist Deep Love – Ayu no Monogatari (2004), das unter anderem die Prostitution von Jugendlichen in Japan behandelt. In dem im Dokumentarstil gedrehten Drama Nobody Knows (2004) geht es um den urbanen Überlebenskampf von vier auf sich allein gestellten Kindern, die von ihrer Rabenmutter in einem Apartment sitzen gelassen wurden.

### Indien
Vielleicht der wichtigste Jugendfilm Asiens älteren Datums ist Salaam Bombay! (Indien 1988) der indischen Regisseurin Mira Nair. Der 1988 mit der Goldenen Kamera in Cannes ausgezeichnete und 1989 für einen Oscar nominierte Film schildert überaus eindrucksvoll die Erlebnisse eines Jungen vom Lande in der laut Einwohnerzahl größten Stadt der Welt, Bombay.

### Korea
In dem visuell herausragenden Jugenddrama Memento Mori (Südkorea 1999) wird sehr surreal und überaus melancholisch die Geschichte von zwei sich liebenden Schülerinnen erzählt, die auch nach dem Suizid der einen geistig miteinander verbunden bleiben. Im Schuld-und-Sühne-Drama Samaria (Südkorea 2004) prostituiert sich ein minderjähriges Mädchen, um sich und ihrer anfänglich nur Schmiere stehenden Freundin eine Europareise zu finanzieren. Nach dem mitverschuldeten Unfalltod der Amateurhure agiert die Freundin als „Wiedergutmacherin“, während ihr Vater, ein Polizist, einen privaten Rachefeldzug gegen die Freier startet.

### China
Beijing Bicycle (Volksrepublik China 2001); Xiaos Weg (VR China 2002).

## Afrika und Naher Osten
In Zwei Welten (Simbabwe 1988) wird die authentische Geschichte einer 13-jährigen Weißen im Südafrika der Apartheid erzählt. Das 1992 von Briten produzierte Filmmusical Sarafina! spielt 1976, also ebenfalls zur Zeit der Apartheid, in Südafrika und handelt von den aufmüpfigen Schülern einer Schule der South Western Townships (auch als Soweto bekannt) bei Johannesburg.

### Muslimische Länder
Filme aus muslimischen Ländern können für ein jugendliches Publikum durchaus sehenswert und interessant sein. Diese Filme vermitteln zum Teil einen authentischen Einblick in eine ganz andere Realität.
In Halfaouine – Zeit der Träume (Tunesien 1990) werden die letzten „Kindertage“ eines 12-jährigen Jungen in Tunis in Szene gesetzt. In Die Kinder von Beirut (Libanon 1998) freuen sich drei Jugendliche über den beginnenden Bürgerkrieg 1975, weil die Schule geschlossen wird, hören lieber amerikanische Musik und drehen Super-8-Filme, während langsam ihre Sexualität erwacht. In Zeit der trunkenen Pferde (Iran 2000) versuchen junge Kurden geht ihren todkranken Bruder zu retten. Der preisgekrönte Film Osama (Afghanistan 2003) erzählt von einem Mädchen, das sich im Afghanistan der Taliban als Junge verkleidet. In dem mit Festivalpreisen überhäuften Drama Schildkröten können fliegen (Iran/Irak 2004) wird die tragische Geschichte des 13-jährigen Kurden „Satellit“ erzählt, der in einem Flüchtlingslager an der Grenze zum Irak wie ein kleiner General seine Kindertruppe zum Einsammeln von Landminen abkommandiert, damit er sie auf dem Schwarzmarkt verkaufen kann.
Mit europäischen Geldern wurde 2004 der in Palästina angesiedelte Film Paradise Now über zwei junge Selbstmordattentäter finanziert.

## Australien und Neuseeland
In Heavenly Creatures (1994) erzählt Der-Herr-der-Ringe-Regisseur Peter Jackson von einem authentischen Fall im Neuseeland des Jahres 1954, als zwei junge Mädchen die Mutter der einen ermordeten. Gleichfalls 1994 entstanden, schildert die Komödie Muriels Hochzeit den Kampf eines unbeliebten und molligen Mädchens um seine gesellschaftliche Anerkennung. Ein in Australien preisgekröntes Jugenddrama neueren Datums ist Somersault – Wie Parfum in der Luft (2004), in dem der Hunger einer 16-Jährigen nach Liebe und Sex in Frust und Gewalt endet. December Boys (2007) ist ein im Australien der 1950er spielendes Drama über vier Waisen, deren Freundschaft in Gefahr gerät, als ein Paar einen Jungen aufnehmen möchte und eine Konkurrenzsituationen zwischen drei von ihnen entsteht.

## Jugendfilmpreise

### Internationale Auszeichnungen (Auswahl)
- Kinder- und Jugenddokumentarfilmfestival doxs!; „Europäischer Jugenddokumentarfilmpreis GROSSE KLAPPE“[36] (Gestiftet von der Bundeszentrale für politische Bildung[37])
- Nordisk Panorama Film Festival: Young Nordic Award[38]
- Seoul International Youth Film Festival (SIYFF)[39], seit 1999[40]
- Young Film Academy; „Young Film Academy Awards“, Vereinigtes Königreich (seit 2004)[41]
- Venice Film Festival: Young Cinema Award (Premio ARCA CinemaGiovani Award)[42]

### Deutsche Jugendfilmpreise
- Deutscher Jugendfilmpreis (seit 1988)[43]
- Deutscher Filmpreis: Kategorie „Bester Kinder- und Jugendfilm“[44]
- Deutscher Jugendvideopreis[45]
- Internationale Filmfestspiele Berlin „Berlinale“; Generation 14+[46]
- Final Cut, Marburg; Kategorie: „Bester Jugendfilm“[47]